# 7547 Martinnakata
7547 Martinnakata è un asteroide della fascia principale. Scoperto nel 1979, presenta un'orbita caratterizzata da un semiasse maggiore pari a 2,8393114 au e da un'eccentricità di 0,0313140, inclinata di 2,25362° rispetto all'eclittica.